# Konanowa
Konanowa (ros. Конанова) – wieś (dieriewnia) w Rosji, w Kraju Permskim, w rejonie kudymkarskim. W 2010 liczyła 210 mieszkańców.